# 八柳豪
八柳 豪（やつやなぎ たけし、1980年3月6日 - ）は、日本の俳優。東京都出身。劇団俳優座所属。

## 人物
- 関東学院大学経済学部　卒業
- 劇団俳優座第15期生
- 劇団俳優座　2003年　入団
- 趣味・特技　剣道、サッカー、アメリカンフットボール
- 幼少時より落ち着きがなく、保育園から脱走し大騒ぎになった事がある。

　 小学生低学年になっても変わらず、授業中に他の物にに興味を取られてしまうと悪気なく席を立って興味のある対象の方に行ってしまう。
　 そのため祖母に「分からないなら分かりません」でもいいから何か書きなさいと言われ、回答欄に『わかりません』と書いて0点を取って少し問題になる。
　 高校生1年時に目を閉じて自転車を漕ぐのがマイブームになるが、ある日直線の道路を目を閉じて走行していたところ自己ノルマを達成していたにもかかわらず欲求に負ける。
　 あと2,3回漕ごうと思ったところ、電柱に正面衝突しておでこの頭蓋骨にひびが入りムチ打ちという怪我をする。
　 救急車に乗ったのはそれが初めて。

## 出演作品

### 俳優座公演
- 2004 年「ザ・パイロット」(俳優座劇場）
- 2005 年「次郎長が行く」(三越劇場)
- 2005 年「しとやかな獣」(シアターΧ)
- 2006 年「喜多川歌麿女絵草紙」(紀伊国屋サザンシアター)
- 2006 年「主人は浮気なテロリスト!?」(俳優座稽古場)
- 2007 年「リビエールの夏の祭り」(俳優座劇場)演出:中野誠也
- 2009 年「蟹工船」(俳優座劇場)
- 2009 年「nine」(シアターΧ)
- 2010 年「どん底」(紀伊国屋サザンシアター)
- 2010 年「沈黙亭のあかり」(紀伊国屋ホール)作:山田太一、演出:中野誠也
- 2010 年「ブレーメンの自由」(俳優座稽古場)演出:堀越大史
- 2011 年「リア王」(俳優座劇場)
- 2011 年「妻の家族」(俳優座稽古場)
- 2012 年「ヒメハル」(紀伊国屋ホール)演出:眞鍋卓嗣
- 2012 年「いのちの渚」(俳優座劇場)演出:落合真奈美
- 2013 年「三人姉妹」(俳優座稽古場)演出:森一
- 2014 年「東海道 四谷怪談」(俳優座劇場)演出:安川修一
- 2014 年「フューリアス」(俳優座稽古場)演出:菅田華絵
- 2015 年「象」(俳優座稽古場)演出:菅田華絵
- 2016 年「反応工程」(紀伊国屋ホール)演出:小笠原響
- 2016 年「三人姉妹」シビユ国際演劇祭:海外公演(国際イヨネスコ劇場・オクタビアン・ゴガ・ホール)演出:森一
- 2016 年「常陸坊海尊」(俳優座稽古場)演出:安川修一
- 2017 年「七人の墓友」(地方)演出:佐藤徹也
- 2017 年「クスコ」(俳優座稽古場)演出:森一
- 2024 年「野がも」(俳優座稽古場)演出:眞鍋卓嗣[1]
- 2024 年「セチュアンの善人」（俳優座劇場）演出:田中壮太郎[2]

### 外部公演
- 年 「こうもり」(シティオペラ神奈川)
- 2005 年 地人会「喝采」(紀伊国屋ホール)
- 2006 年「日本の面影」(地人会・紀伊国屋ホール)
- 2006 年 CAN プロ「石に願いを」(銀座みゆき館劇場)
- 2014 年 CAN プロ「橋を渡ったら泣け」(銀座みゆき館劇場)
- 2025 年 夏の川企画「コーヒーとカレーと見田さんと」（シアターグリーン）[3]

### テレビ
- 年 TX 女と愛とミステリー「捜査線上のアリア」(内神田署の警官役)
- 2013 年 TBS「特捜弁護士・橘竜太郎」監督:吉川一義
- 2009 年 TX「ルビコンの決断」(再現 VTR)
- 2017 年 NHK-BS プレミアム「真夏の夜の異界への旅~霊場伝説~」

### 映画
- 2010 年 松竹「おとうと」(ホテルベルボーイ役)監督:山田洋次
- 2011 年「369 のメトシエラ」刑事役
- 2018 年「検察側の罪人」監督:原田眞人

### 動画
- 2013 年 警察庁「振り込め詐欺被害からお客さまを守る声掛けマニュアル」

### アテレコ
- 「メジャークライムス シーズン 4」（ボビー・G・モンロー役）
- 海外ドラマ「DC コミックス プリーチャー」（技術者役）
- 2019 年 WOWOW「BULL／法廷を操る男 シーズン３」第８話（クリス・コールマン役）